# 郭金城
郭金城（2001年2月11日—），河北沧州人，是中国无臂残疾人游泳运动员。其曾代表中国参与2024年夏季残疾人奥林匹克运动会。

## 生平
郭金城于2001年在河北沧州东官庄村出生。2006年，因不慎触电，双臂截肢。郭于8岁时参与游泳队选拔，惟因年龄不足落选。及后，郭学会以双脚进食、写字等。12岁时，郭入选河北省残疾人游泳队。训练时因肢体缺失，最初以下巴抵板练习。
2018年6月，在全国游泳锦标赛中，郭获得三银一铜；10月，在河北省第九届残运会游泳比赛中，获得两金一银；及后在2019年及2021年全国残运会上获得两银一铜。
郭金城于2023年参与世界残疾人游泳锦标赛，获得六枚奖牌，其中获得金牌的项目有50米自由泳、200米个人混合泳、4×50米混合泳/自由泳接力（20分）。
2024年，郭金城获颁中国青年五四奖章。同年，郭代表中国参与巴黎残奥会期间，在男子S5级100米自由泳项目中获得银牌。及后又在50米自由泳S5级决赛中以29.33秒获得金牌，突破世界纪录。